# Trolebuses de Tucumán
La red de Trolebuses de Tucumán fue un sistema de trolebuses que servía a las ciudades de San Miguel de Tucumán y Yerba Buena de Tucumán, Argentina. Funcionó entre 1955 y 1962, siendo la cuarta ciudad del país en tener el servicio y la primera en suprimirlo. En las décadas de 1980 y 1990 se propuso recuperar el servicio con un recorrido entre Yerba Buena y Banda del Río Salí, mas no se llevó a cabo.

## Historia
El servicio de trolebuses fue inaugurado el 23 de julio de 1955 por el interventor federal José Humberto Martiarena y el intendente de la capital Carlos Snopek con la línea 103 de 9 km de extensión entre avenida Juan B Justo y Plazoleta Dorrego. El día de inicio del servicio de Villa Alem solicitaban la restitución de la línea 2 de colectivos, que había sido suprimido por deficitario. Los colectivos transportaban en ese recorrido, además, a pasajeros que residían en Villa Amalia y Los Vázquez, y a usuarios de la línea 10, también había sido retirada de circulación a causa de las pérdidas que ocasiona.
El 11 de agosto de 1956 se inauguró la línea 102 entre El Bajo y el límite a Yerba Buena, extendiéndose a esta localidad en 1957. Así, esta línea de trolebuses seguía el recorrido del Tranvía Rural de Tucumán, que sirvió entre 1916 y 1926. En 1958 se abrió la línea 101, de trazado rectangular. Iniciaba en Plazoleta Dorrego y terminaba en la intersección entre avenidas Belgrano y Ejército del Norte. 
Asimismo se licitaron tres nuevas líneas en 1957 que nunca se llevaron a cabo. El 2 de febrero de 1962 las líneas 101 y 103 dejaron de funcionar y el 2 de mayo se suprimió el servicio de la línea 102. Esto se dio para dar paso a la privatización del transporte tras la disolución de la Dirección Provincial de Transporte.
La red de trolebuses poseía 4 sub usinas y un depósito de trolebuses sobre avenida Avellaneda. Se componía de 22 trolebuses Henschel con capacidad para 42 personas sentadas y alimentados por catenaria sobre postes ubicados cada 40 metros. Con la disolución del sistema de transporte, los coches se transfirieron hacia otras funciones, como aulas escolares. En 1955 obreros de Tafí Viejo que se movilizaban para una manifestación política peronista en tren chocaron contra unos cables del trolebús sobre Rivadavia e Italia. Como resultado de este accidente, fallecieron 8 personas.

## Recorridos[6]

### Línea 101
Ida: Plazoleta Dorrego, Av. Sáenz Peña, Crisóstomo Álvarez, Av. Alem, Lamadrid, Av. Colón, Av. Ejército del Norte y Av. Belgrano.
Vuelta: Av. Belgrano, Plazoleta Mitre, Av. Mitre, Av. Alem, San Lorenzo, Av. Sáenz Peña, Plazoleta Dorrego.

### Línea 102
Ida: San Lorenzo y Av. Sáenz Peña, Crisóstomo Álvarez, Av. Alem, Av. Mate de Luna, Av. Aconquija (Yerba Buena).
Vuelta: Av. Aconquija, Av. Mate de Luna, Av. Alem, San Lorenzo y Av. Sáenz Peña.

### Línea 103
Ida: Av. Juan B Justo, México, Rivadavia, Las Heras, Av. Roca, Plazoleta Dorrego.
Vuelta: Plazoleta Dorrego, Av. Sáenz Peña, Av. Avellaneda, Av. Juan B Justo.

## Líneas que no se llevaron a cabo[6]

### Ingenio Amalia-Centro
Av. Américo Vespucio, Jujuy, Independencia, Ayacucho, Lamadrid, La Rioja, Catamarca, San Juan, Rivadavia, Las Heras, Lamadrid, 9 de Julio y Av. Américo Vespucio.

### Bulevar de los Ejidos-Centro
Av. Mitre, Av. Sarmiento, Av. Salta, San Juan, Rivadavia, Las Heras, Lamadrid, La Rioja, Catamarca, Av. Sarmiento y Av. Mitre.

### El Bajo-Banda del Río Salí
Av. Sáenz Peña, Av. Avellaneda, Av. Benjamín Aráoz, San Martín (Banda del Río Salí), 24 de Septiembre y Alto de Las Lechuzas.